# Kristrup Kirke
Kristrup Kirke stammer fra romansk tid i første halvdel af 1100-tallet og blev viet til Sankt Anna. Kirken er kraftigt ombygget i 1857.

## Kirkens ydre
Kirken bestod ved opførelsen kun af skib og kor, men står i dag i den form, som den fik ved ombygningen i 1847. Dengang var kirken i så dårlig stand, at arkitekt H. W. Schrøder lod opføre en næsten ny kirke. Kun vestgavlen og en smule af sidemurene er bevaret. Kirken består i dag af skib og kor. Til koret er bygget en sidefløj, som benyttes som præste- og dåbsværelse. Ved vestgavlet er det et lille våbenhus. Over vestenden er en tagrytter, hvor kirkens klokke hænger. Den er omstøbt af en ældre klokke.
- Kristrup Kirke ligger højt på bakken
- Kristrup Kirke udefra
- Kristrup Kirke udefra
- Inskriptionen fortæller om kirkens historie

## Kirkens indre
Kirkens indre afslører, at kirken har en ældre historie end dens ydre afslører. Her ses inventar af væsentlig større alder end den nuværende kirkebygning.

## Kirkens inventar
- Døbefonten med løver
- Koret
- Alteret med Michel van Grønningens altertavle
- Prædikestolen
- De to våbenskjolde
- Orglet

Døbefonten er formentligt jævnaldrende med den oprindelige kirke – og dermed formentligt fra omkring 1130. Den tilhører den type, som kaldes løvefonte, som er udsmykket med løver. Det er en type, som særligt er udbredt i Østjylland mellem Limfjorden og Vejle.
Altertavlen er udført af billedskæreren Mikkel van Gronningen, som virkede fra 1580 til 1610. Der er mange andre billedskærerarbejder, som tilskrives Mikkel van Gronningen (Michel van Grønningen), men hans navn findes kun på altertavlen i Kristrup Kirke. Billedet i altertavelens hovedfelt som forestiller korsfæstelsen er det oprindelige fra 1598. Det dukkede frem bag et senere alterbillede, som blev fjernet i forbindelse med en restaurering i 1908.
Prædikestolen kender man ikke kunstneren bag, men den er opsat i 1640. På grund af stilistiske ligheder med altertavlen mener nogle, at den skyldes en elev af Michel van Grønningen. Prædikestolen er udstyret med våbenskjolde for adelsfamilierne Skeel og Brock. Det peger på, at giveren har været herremanden Jørgen Skeel på Hevringholm, der var gift med en datter af Eske Brock på Gammel Estrup.

## Gravminder
- Mindetavle over præsten Niels Jensen Winter og hustru

Kirken rummer to epitafier. Det ældste er opsat i 1677, skønt præsten Niels Jensen Winter, det er minde for sammen med hans hustru, først døde i 1695. Det har i midterfeltet et maleri af ægteparret.
Det andet har indskrift på latin. Det er en mindetavle over præsten Ebbe Pedersen Gimling, der døde i 1736.

## Eksterne kilder og henvisninger
- Wikimedia Commons har flere filer relateret til Kristrup Kirke
- Kristrup Kirke hos KortTilKirken.dk